# Engelbergtunnel
Als Engelbergtunnel werden die Autobahntunnel Alter Engelbergtunnel und sein Nachfolgebauwerk, der Engelbergbasistunnel, bezeichnet. Beide Tunnel der Autobahn 81 liegen bei Leonberg in der Region Stuttgart.
Der Engelbergbasistunnel unterquert im Zuge der Bundesautobahn 81 Stuttgart–Heilbronn östlich von Leonberg den Engelberg.

## Alter Engelbergtunnel
Der erste Engelbergtunnel wurde am 5. November 1938 nach einer Bauzeit von drei Jahren dem Verkehr übergeben. Er war Teil der Reichsautobahn-Strecke 39.
Mit einer Länge von 318 Meter und zwei Röhren war er, nach dem 60 Meter langen Nasenfelstunnel (Freigabe 30. Oktober 1937; heute A 8), der zweite Autobahntunnel Deutschlands. Die beiden Röhren endeten an der Nordseite an einer gemeinsamen Portalwand, auf der Südseite mit jeweils eigenen Portalen. Die maximale Überdeckung der Röhren betrug 40 Meter.
Während des Zweiten Weltkriegs diente er im Rahmen der U-Verlagerung ab 1944 als Fabrik der Messerschmitt AG. Etwa 3000 aus dem KZ Natzweiler-Struthof im Elsass ins KZ-Außenlager Leonberg herangeführte KZ-Häftlinge, von denen im Laufe der Zwangsarbeit 374 starben, montierten hier in zwölf- bis achtzehnstündigen Schichten Flugzeugtragflächen für die Me 262. Zu diesem Zweck wurde eine Zwischendecke eingezogen, um die Produktionsfläche auf 11.000 m² zu vergrößern. Kurz vor Kriegsende wurden die Maschinen demontiert und die Röhren schließlich am 15. April 1945 gesprengt.
Von 1946 bis 1950 wurde die erste Röhre wiederhergestellt, 1960/1961 die zweite.
Eine Durchfahrt des Tunnels (Oströhre von Süd nach Nord) ist in einem Vorspann der Fernsehserie Spedition Marcus von 1968 zu sehen.
Nach der Inbetriebnahme des Nachfolgebauwerks wurde die Oströhre vollständig mit Abraum des Tunnelneubaus verfüllt. Die Weströhre des alten Tunnels blieb zunächst erhalten, der Bund übertrug sie der Stadt Leonberg, die sich die Option auf eine Umgehungsstraße durch den Tunnel offen halten wollte; diese wurde jedoch nie realisiert. Das westliche Südportal bezog man später in eine Gedenkstätte für das Konzentrationslager ein, alle anderen Portale bedeckte man mit Erdreich. Der alte Autobahnabschnitt wurde renaturiert.
Nachdem im Oktober 2004 vom Regierungspräsidium Stuttgart Zweifel an der Standsicherheit des Tunnelgewölbes geäußert wurden, öffnete man im Mai 2006 beide Röhren zur Begutachtung.
Da Fachleute den beiden Tunneln mangelnde Standsicherheit bescheinigten, begann man am 8. Oktober 2007 mit den Arbeiten zur fast vollständigen Verfüllung und Verpressung des alten Tunnelbauwerks. Ein rund 20 m langes Teilstück der Weströhre am Südportal wurde als Teil der Gedenkstätte erhalten. Die Kosten hierfür waren auf rund eine Million Euro angesetzt und die Arbeiten wurden im Frühjahr 2008 beendet.

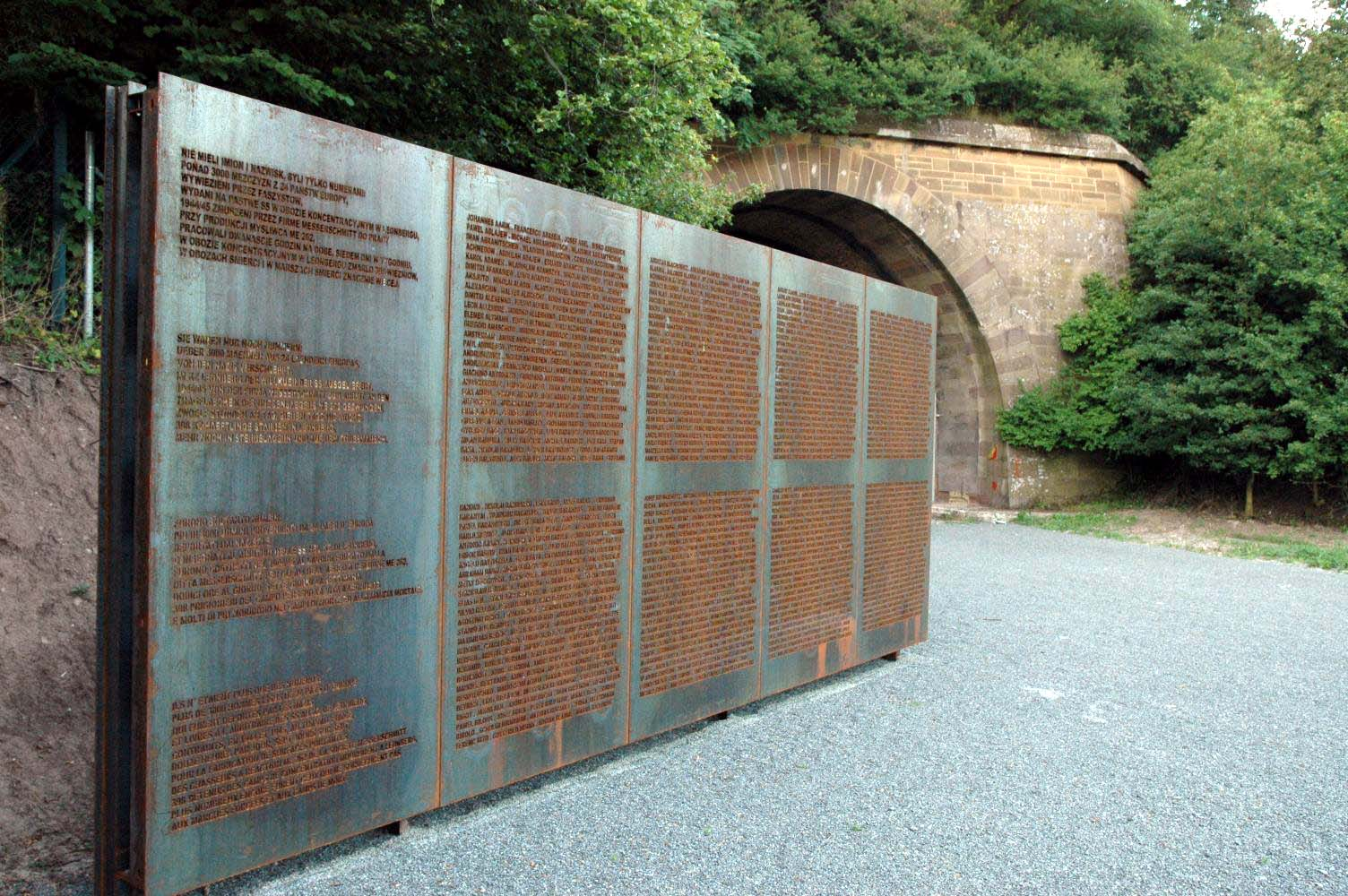
Westliches Südportal des alten Engelbergtunnels und KZ-Mahnmal (Juli 2005)
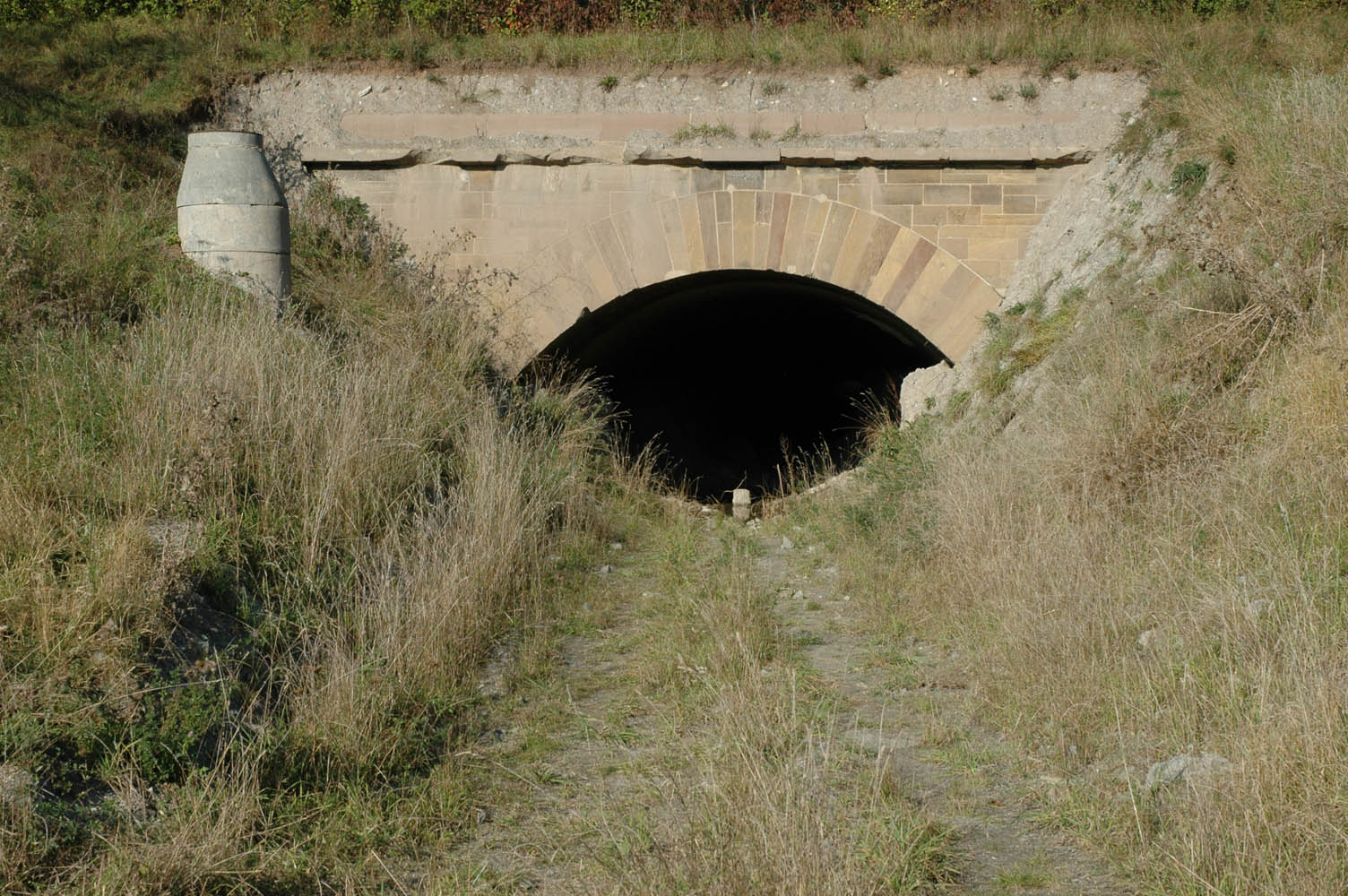
Provisorisch geöffnete Ost-Röhre im Oktober 2007

Im Rahmen von Planung für eine Stadtbahnstrecke von Ditzingen nach Leonberg wurde 2021 in einer Trassenvariante im Fall einer ausreichenden Standfestigkeit eine Freilegung und einen Ausbau der Weströhre für die Stadtbahn vorgeschlagen.

## Engelbergbasistunnel

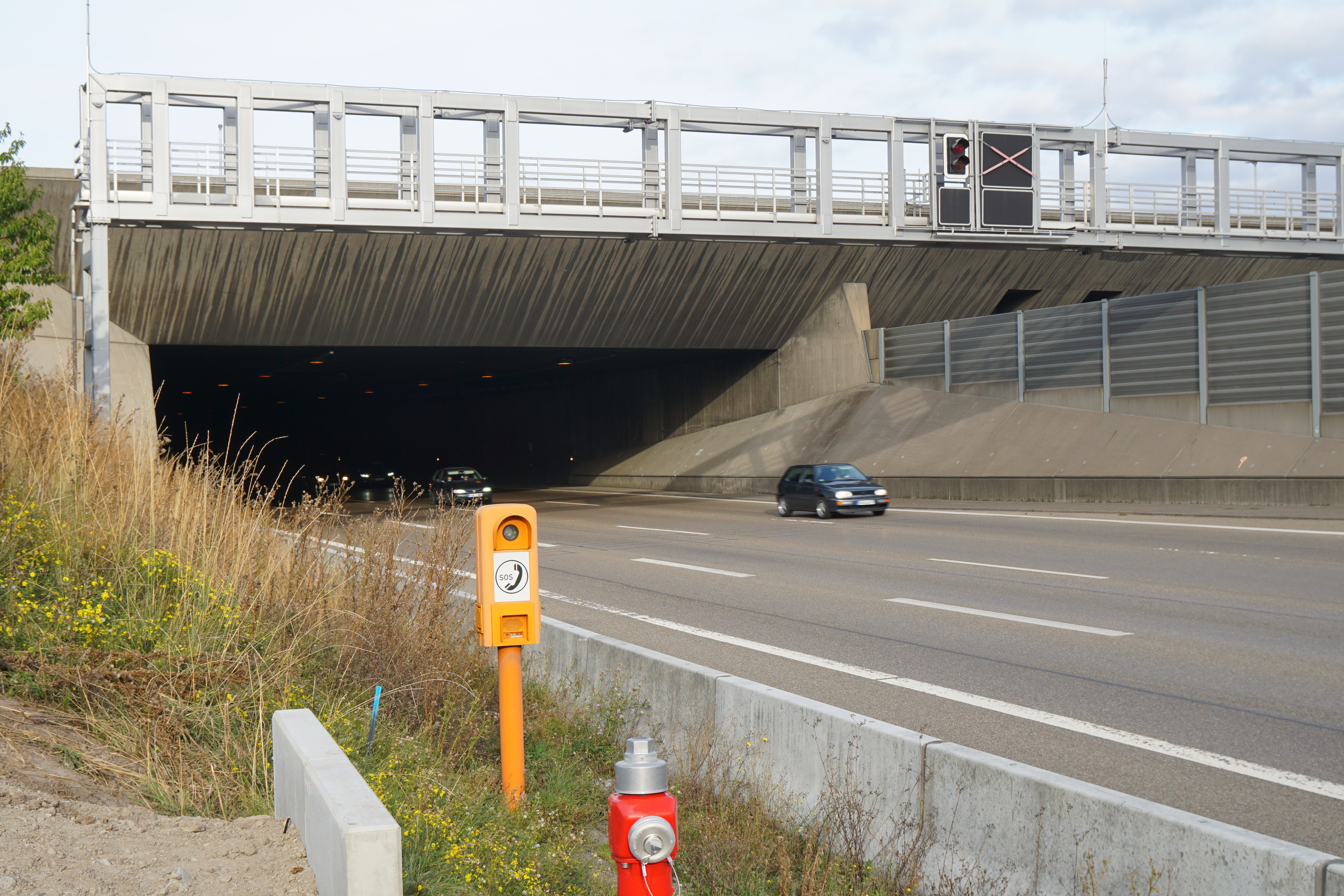
Engelbergbasistunnel, Südportal

Der alte Tunnel mit je zwei Fahrstreifen (ohne Standspur) war seit längerem ein Hindernis insbesondere für den Schwerlastverkehr, während die A 81 nördlich des Engelbergs bis Heilbronn schon dreispurig mit Randstreifen ausgebaut war. Das Problem war nicht nur die Zweispurigkeit im Tunnel, sondern auch die Steigung der zweispurigen Zufahrtsrampen. Auf den Rampen mit Steigungen von bis zu 6 Prozent erreichte der Schwerlastverkehr nur geringe Geschwindigkeiten, sodass für Personenwagen meist nur die Überholspur zur Verfügung stand. Sowohl die Rampen, als auch die Tunnelröhren hatten keine Standspur. Bei einer Verkehrsbelastung von 83.000 Kraftfahrzeugen innerhalb von 24 Stunden, in Spitzenzeiten bis zu 120.000, waren Staus alltäglich.
Erste Pläne, den Verkehrsfluss zu verbessern, stammten aus den 1970er Jahren. Zunächst wurde erwogen, die vorhandenen Tunnelröhren aufzuweiten oder durch eine dritte Röhre zu ergänzen. Angesichts der Nachteile (starke Steigung der Rampen, Autobahn zerschneidet die Stadt) fand man eine neue Lösung: Der Engelbergbasistunnel liegt etwa 60 Meter unter dem alten Tunnel, seine Zufahrten sind praktisch ebenerdig. Die Steigung vom Nord- zum Südportal beträgt nur noch 0,9 %. Jede der beiden Tunnelröhren enthält drei Fahrstreifen und eine Standspur mit reduzierter Breite.
Das Bauvorhaben wurde 1975 in den Bedarfsplan für Bundesfernstraßen aufgenommen. Ein 1 km langer Sondierstollen gab 1977/78 Aufschluss über geologische Eigenheiten und mögliche Probleme beim Bau. Dabei wurde unter anderem Bergwasser mit hohem Sulfatgehalt festgestellt, das Beton angreifen kann. Außerdem zeigte sich, dass der Engelberg auch quellfähige Mineralien wie Anhydrit aufweist. 1981 wurde eine 20 Zentimeter dicke Schicht aus Spritzbeton zerstört, nachdem Oberflächenwasser in eine nicht ordnungsgemäß verschlossene Erkundungsbohrung eingedrungen war.

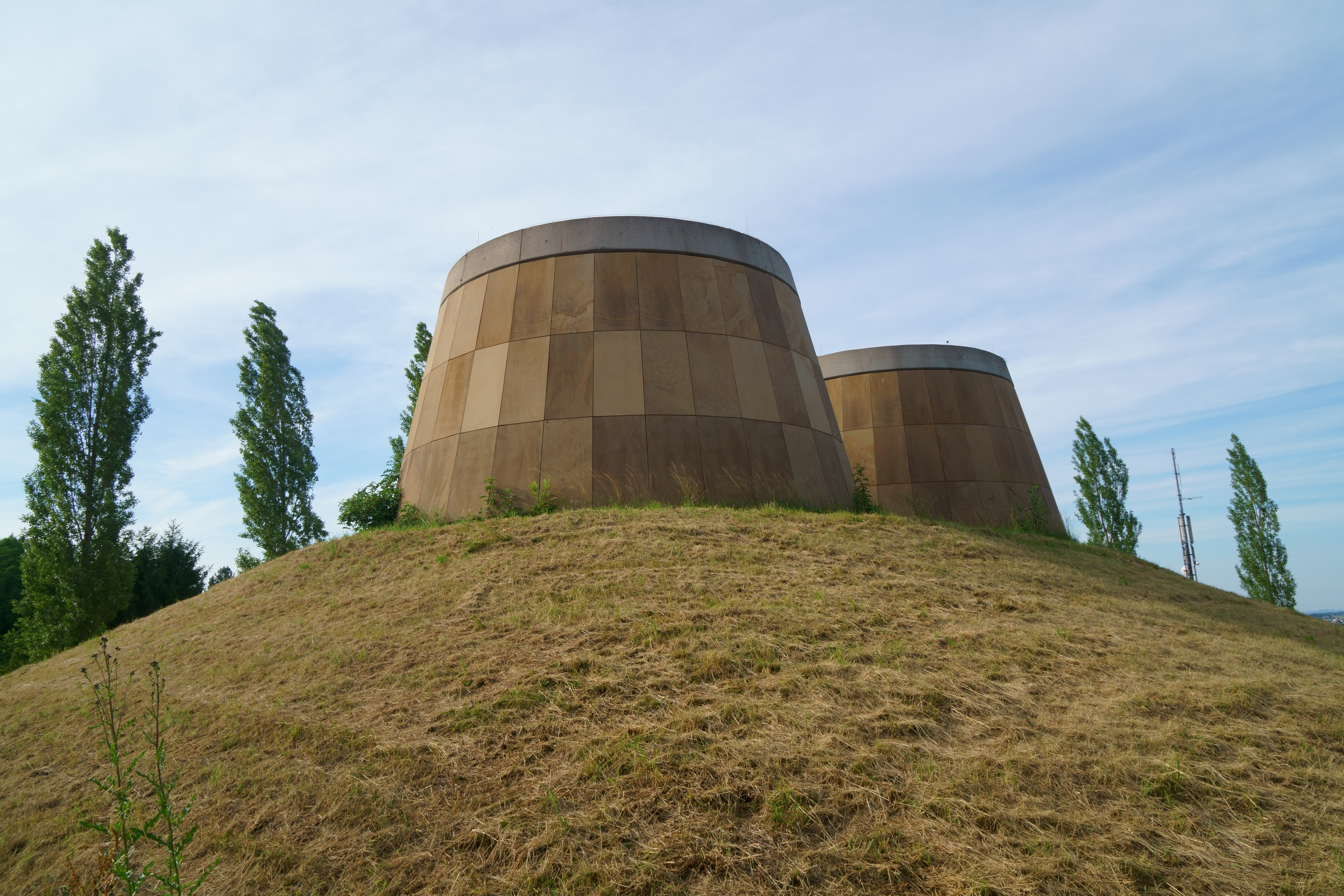
Entlüftung am Nordportal

Am 25. Juli 1995 begann der Bau des Engelbergbasistunnels. Der Tunneldurchschlag der Oströhre erfolgte am 4. Juli 1997, der Weströhre am 15. September 1997.
Am 11. September 1998 wurde die Oströhre für den Verkehr freigegeben. Zunächst wurde der gesamte Verkehr beider Fahrtrichtungen durch diese Tunnelröhre geleitet, bis am 12. August 1999 mit der Freigabe der Weströhre der Normalbetrieb aufgenommen wurde. Beide Tunnelröhren sind jeweils 2530 m lang. Tunnelsender bewirken, dass man Radio und Mobilfunk auch im Tunnel empfangen kann. Mit Rücksicht auf die Bebauung an der Südseite des Engelbergs werden die Abgase aus dem Tunnel in der Nähe des Nordportals abgeblasen. Im gleichen Zeitraum wurde das Autobahndreieck Leonberg umgebaut.
Statt ursprünglich geplanten 604 Millionen DM kostete der Bau 850 Millionen DM (Preisstand 1999, heutiger Gegenwert: 695 Millionen Euro).
Die Mehrkosten sind unter anderem auf eine verstärkte Armierung der Tunnelwände zurückzuführen, um dem aufquellenden Anhydrit zu begegnen.
Das Projekt wurde privat durch ein Baukonsortium finanziert, das die Forderungen nach Fertigstellung an ein Bankenkonsortium abtrat.
Das Land Baden-Württemberg zahlte in 15 Jahresraten bis zum Jahr 2014 die Baukosten sowie die sich am EURIBOR orientierenden Zinsen. Inklusive Zinsen rechnete das Land Baden-Württemberg mit Kosten in Höhe von 1,24 Milliarden DM (Preisstand 1999, heutiger Gegenwert: 1.014 Millionen Euro).
Die hohen Kosten für dieses Finanzierungsmodell und die daraus resultierenden Einschränkungen für andere Bauvorhaben haben viel Kritik hervorgerufen. Der damalige Bundesverkehrsminister Matthias Wissmann argumentierte hingegen, dass die öffentliche Hand das Projekt nicht hätte finanzieren können und sich die Bauzeit von acht auf fünf Jahre verkürzt habe.
Der Tunnel wird von etwa 110.000 Fahrzeugen pro Tag befahren (Stand: 2016). Ab 2017 war ein Umbau der Betriebs- und eine Erneuerung der Verkehrstechnik geplant.

## Sanierungen

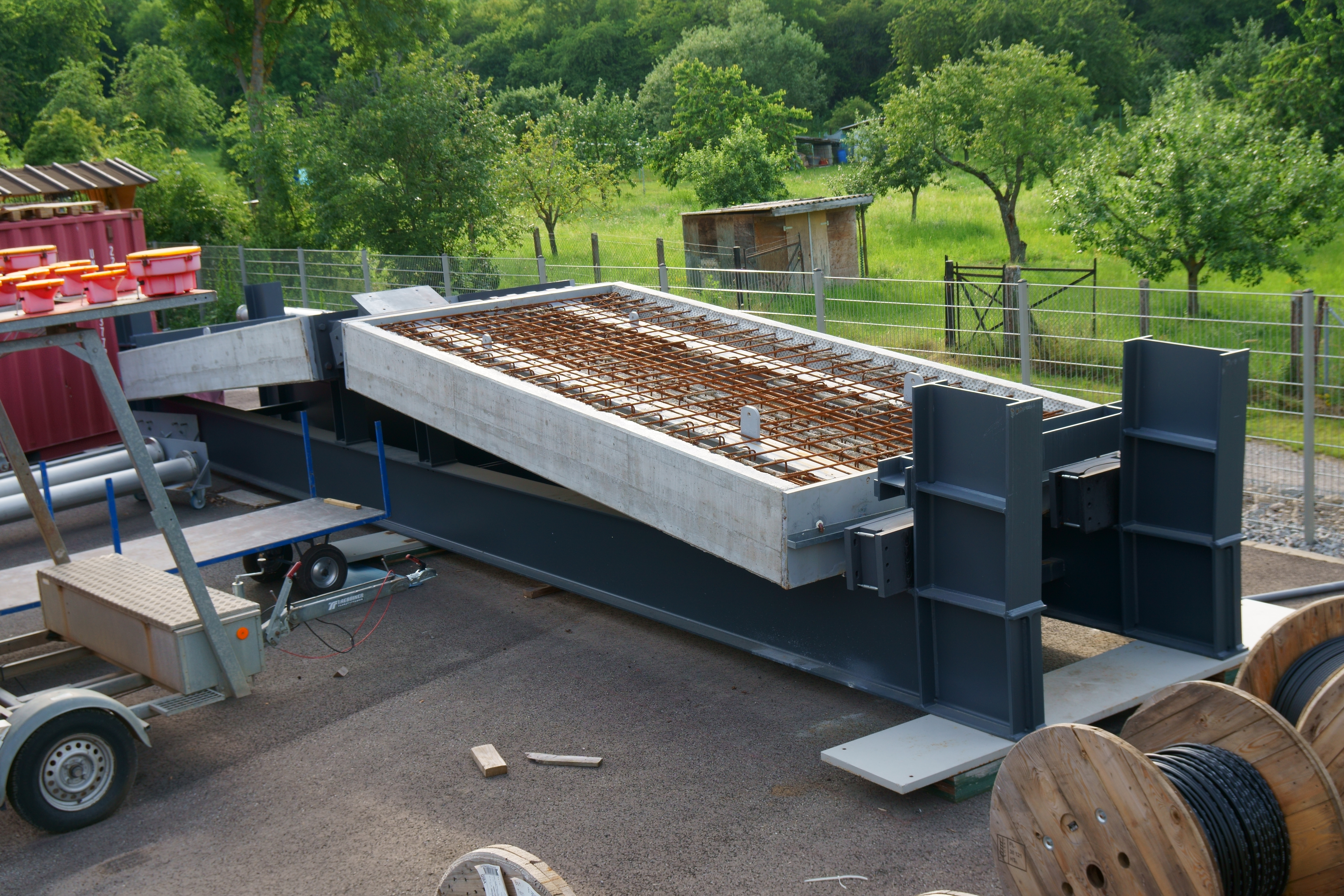
Klappelement für den Einbau

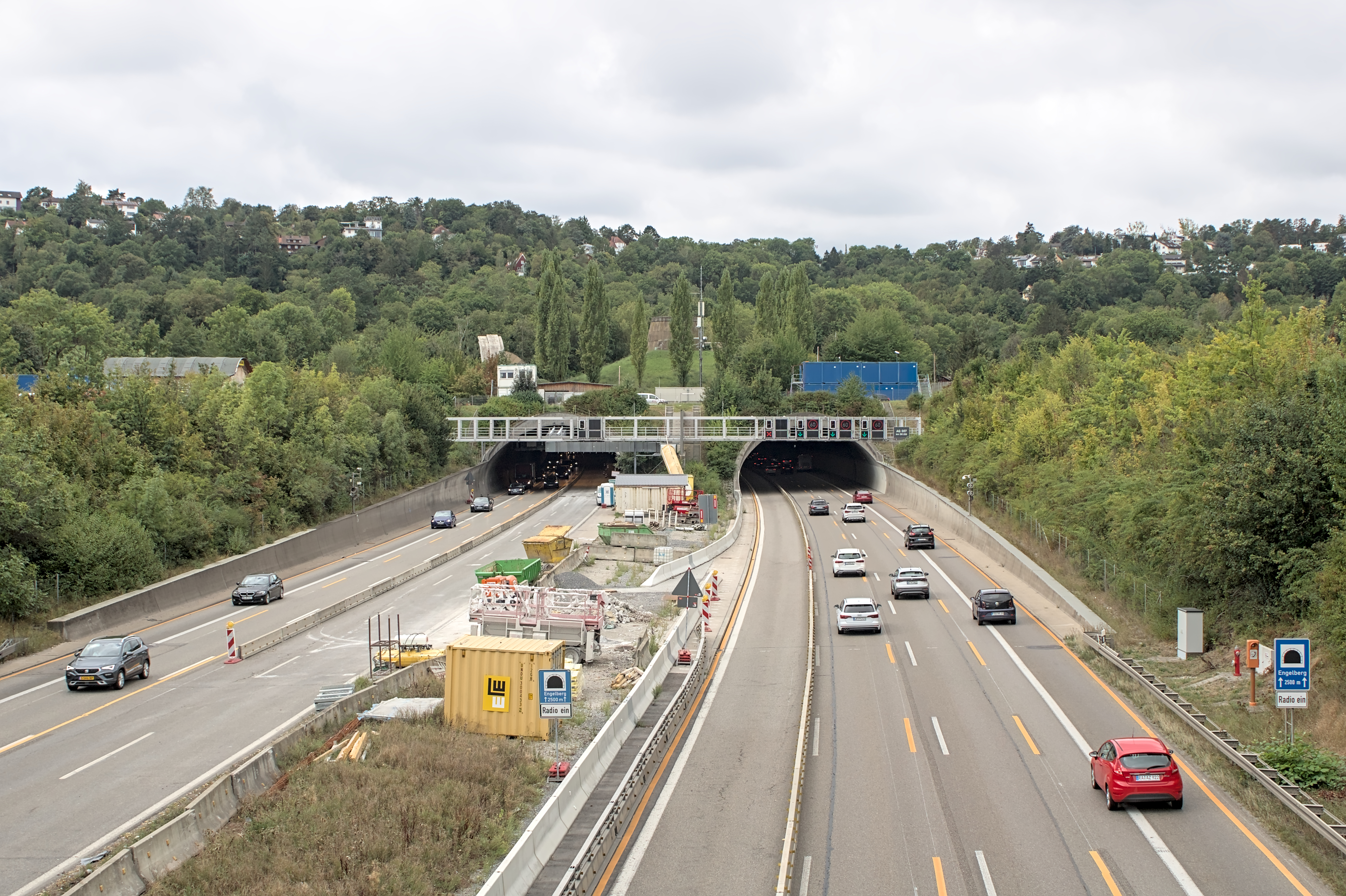
Baustelle im September 2024

Die geologischen Gegebenheiten, insbesondere die Quellung des Anhydrits, belasten die Struktur des Tunnels stark, so dass seit Freigabe der beiden Röhren 1999 der Tunnel bis 2010 bereits drei Mal saniert werden musste. 2006 und 2008 erfolgten Reparaturen für eine Million Euro.
2010 wurden auf einer Länge von 130 m (Oströhre) bzw. 150 m (Weströhre) Betonplatten von den Tunnelwänden gelöst und damit der Druck durch aufquellendes Gestein verringert.
Nachdem auf einer Länge von rund 200 m Risse und Deformationen in der Tunnelwand festgestellt wurden, ist von 2018 bis 2023 eine Sanierung im Umfang von 110 Millionen Euro erfolgt. Dabei sollen alle Fahrstreifen zur Verfügung stehen. Nachts und am Wochenende waren Sperrungen von Fahrstreifen geplant.
Auf 450 Meter Länge wurde Calciumsulfat festgestellt und 175 m davon gelten als gefährdet. In diesem Bereich wurde die Fahrbahnplatte verstärkt sowie ein Stahlgerippe in Wände und Decke eingezogen und mit Beton ausgegossen worden.
Die Arbeiten sollen rund um die Uhr laufen und vom Bund finanziert werden. Die 20 Millionen Euro teuren Vorbereitungen für die Sanierung begannen im Sommer 2016.
Die Bauarbeiten in den Tunnelröhren sollen von April 2021 bis 2025 laufen.
Die Gründe für die Verzögerung um ein Jahr sind die Corona-Pandemie und mangelhafte Qualität bei knapp 30 Prozent der maßangefertigten Stahlträger.